# Ghanister gorilla
Ghanister gorilla är en skalbaggsart som först beskrevs av Schmidt 1889.  Ghanister gorilla ingår i släktet Ghanister och familjen stumpbaggar. Inga underarter finns listade i Catalogue of Life.